# Squatinactis
Lo squatinattide (gen. Squatinactis) è un pesce cartilagineo estinto imparentato alla lontana con gli squali. Visse nel Carbonifero medio (Mississippiano, circa 340 milioni di anni fa). I suoi resti sono stati ritrovati nel famoso giacimento di Bear Gulch, in Montana.

## Descrizione
Con il corpo appiattito e le larghe pinne pettorali, questo pesce era vagamente simile alle odierne razze o al pesce angelo; le pinne, tuttavia, erano stranamente rivolte verso la parte anteriore. Lungo circa sessanta centimetri, lo squatinattide era dotato di una coda lunga e simile a una frusta, dotata di una spina (una caratteristica analoga ad alcune razze) che era in realtà una pinna dorsale arretrata e modificata. Il muso era corto e la larga bocca era dotata di una serie di lunghi denti conici di forma cladodonte. Il corpo era rivestito da poche scaglie placoidi, ma la maggior parte della superficie era nuda.

## Stile di vita
Lo squatinattide era sicuramente un predatore di fondale; probabilmente viveva semisepolto nella sabbia ed emergeva improvvisamente per scagliarsi contro le prede che nuotavano nei pressi. Le pinne simili ad ali e la lunga coda erano fondamentali per la propulsione dal fondo marino. Il piano corporeo da “pesce appiattito” è tipico dei predatori di fondale, ed è conosciuto in un gran numero di forme fossili e attuali non strettamente imparentate fra loro.

## Classificazione e specie
La classificazione di questo genere è abbastanza problematica; Lund (1988) lo ha posto tra i cladodonti (Cladodontida), un gruppo artificiale di “squali” basato esclusivamente sulla forma dei denti. In ogni caso, lo squatinattide era parte di quella grande radiazione evolutiva di pesci cartilaginei che avvenne nel corso del Carbonifero. Altre forme evolutesi in questo periodo includono i condrenchelidi (come Harpagofututor), gli eugeneodonti (Helicoprion, Edestus), gli iniotterigi e i simmoriidi (ad es. Stethacanthus). Di Squatinactis si conoscono due specie molto simili fra loro, S. montanus e S. caudispinatus.